# Ermita de Santa Anna (Sant Joan d'Alacant)
L'ermita de Santa Anna és un temple ubicat a la partida de Lloixa del terme municipal de Sant Joan d'Alacant (l'Alacantí, País Valencià).
El seu origen es troba al segle xvi quan la família Salafranca erigeix un xicotet ermitori dins la seua finca. L'any 1996 es va rehabilitar.
L'ermitori, de clar aspecte arabesc i orientat a l'est, està construït de maçoneria sense arrebossat i coberta de volta sense cobrir. L'entrada és adovellada, formada per dos grans carreus horitzontals i, sobre ella, restes d'un possible titular; hi ha finestra al costat esquerre de la porta i una altra al costat dret. A la capçalera, en pedra un escut en blanc, possiblement un crismó o les restes de l'escut familiar.
A l'interior, la nau es divideix en dues partes per un arc de mig punt. Cada part està rematat per una cúpula.
A la dècada dels 1980, la família propietària, els Sellés, la van cedir a l'ajuntament de Sant Joan d'Alacant. Posteriorment, es va constituir una associació per a promoure aquest patrimoni de la partida de Salafranca, la qual es va dissoldre l'any 2010.